# Antonietta Stella
Antonietta Stella (Perugia, 15 de marzo de 1929 - Roma, 23 de febrero de 2022) fue una soprano italiana de las décadas del 50 y 60, importante intérprete de Verdi y Puccini. antes de que fuera eclipsada por la fama de Maria Callas y Renata Tebaldi. 

## Biografía
Estudió en la Accademia Nazionale di Santa Cecilia de Roma y debutó en Spoleto como Leonora en Il trovatore, en 1950.
Actuó preferentemente en Roma, Florencia, Nápoles, Bolonia, Parma, Turín, Catania, Verona, Venecia y en La Scala donde debutó en 1954 actuando hasta 1963 como Desdemona en Otello, Violetta en La traviata, Elisabetta en Don Carlo, Amelia en Un ballo in maschera, Aida, Tosca, Mimi en La bohème, Maddalena en Andrea Chénier, Cio-Cio-San en Madama Butterfly, etc.
En 1955 debutó en Covent Garden, Wiener Staatsoper, París, Lyric Opera of Chicago y el Metropolitan Opera de New York donde cantó hasta 1960. En el Teatro Colón de Buenos Aires debutó en 1956 retornando en 1958 y 1960.

## Discografía selecta
- Donizetti - Linda di Chamounix - Tullio Serafin (Philips, 1956)

- Verdi - Il trovatore - Tullio Serafin (DG, 1962)

- Verdi - La traviata - Tullio Serafin (EMI, 1955)

- Verdi - Un ballo in maschera - Gianandrea Gavazzeni (DG, 1960)

- Verdi - Don Carlo - Gabriele Santini (DG, 1961)

- Verdi - Simon Boccanegra - Francesco Molinari-Pradelli (Cetra, 1951)

- Giordano - Andrea Chénier - Gabriele Santini (EMI, 1963)

- Puccini - La bohème - Francesco Molinari-Pradelli (Philips, 1957)

- Puccini - Tosca - Tullio Serafin (Philips, 1957)